# Actress (hudebník)
Actress, vlastním jménem Darren Jordan Cunningham, (* 23. srpna 1979) je britský elektronický hudebník. Vyrůstal ve Wolverhamptonu a hudbě se začal věnovat jako DJ. V roce 2004 založil vlastní hudební vydavatelství Werkdiscs. Své první album nazvané Hazyville vydal v roce 2008, následovala alba Splazsh (2010) a R.I.P (2012). Další album Ghettoville vyšlo v lednu 2014. Na desce Lageos (2018) spolupracoval s London Contemporary Orchestra. Remixoval písně různých hudebníků, mezi které patří například Perfume Genius, Noah „Panda Bear“ Lennox a Soccer Mommy. Roku 2011 se podílel na albu Kinshasa One Two hudebníka Damona Albarna.
V roce 2012 přispěl remixem písně „Perfection“ velšského hudebníka Johna Calea na album Extra Playful: Transitions. Roku 2018 vystoupil jako host při dvou Caleových koncertech v Londýně. Rovněž hrál v jedné písni na Caleově albu Mercy (2023).

## Diskografie
- Hazyville (2008)
- Splazsh (2010)
- R.I.P. (2012)
- Ghettoville (2014)
- AZD (2017)
- Lageos (2018; ve spolupráci s London Contemporary Orchestra)
- 88 (2020)
- Karma & Desire (2020)